# Mburidi
Mburidi is een bestuurslaag in het regentschap Karo van de provincie Noord-Sumatra, Indonesië. Mburidi telt 372 inwoners (volkstelling 2010).